# Снайперська гвинтівка PSL
PSL (рум. Puşcă Semiautomată cu Lunetă model 1974) — самозарядна снайперська гвинтівка румунського виробництва.

## Історія
Була розроблена в Румунії на початку 1970х років як аналог радянської гвинтівки СВД, випускалася на заводі RATMIL (нині Cugir). Снайперська гвинтівка PSL перебувала на озброєнні румунської армії та широко поставлялася на експорт, в першу чергу — в Африку та на Близький Схід. Після розпаду організації Варшавського договору значне число гвинтівок PSL було знято з озброєння в Румунії та продано на експорт.

## Конструкція
Снайперська гвинтівка PSL використовує газовідвідну автоматику «по типу автомата Калашнікова» з довгим ходом газового поршня та поворотним затвором з двома бойовими упорами. Ствольна коробка «по типу РПК», штампована з листової сталі.
Приклад скелетної конструкції з гребенем, цівка дерев'яна з характерною дерев'яною ствольною накладкою, що має довжину, меншу ніж цівку. Прицільні пристосування відкриті, регульовані по дальності від 100 до 1200 метрів з кроком 100 метрів. Зліва на ствольній коробці виконана напрямна для встановлення кронштейна оптичного прицілу.
Стандартним для гвинтівки PSL був оптичний приціл LPS-2 кратності 4Х, що є спрощеною копією радянського прицілу ПСО-1. Армійські приціли LPS-2 мали тритієву підсвітку прицільної сітки з обмеженим терміном служби.
Гвинтівки військового зразка мали під стволом приливок для кріплення багнет-ножа, на цивільних варіантах цього припливу, як правило, не ставилося.

## Варіанти
На цивільному ринку вона продається як PSL-54C, Romak III, FPK, FPK Dragunov або SSG-97. При чому як румунського, так і американського (з румунських запчастин) складання.

## Країни-експлуатанти
- Афганістан
- Бангладеш[2]
- Ефіопія
- Ірак[3]
- Молдова
- Нікарагуа
- Румунія
- Північна Корея
- Україна: незначна кількість в наявності в ЗСУ та використовується в бойових діях на Донбасі[4]. Походження невідоме.